# Wine of Youth
Pour plus de détails, voir Fiche technique et Distribution.
Wine of Youth est un film américain muet réalisé par King Vidor et sorti en 1924.

## Synopsis
Mary, jeune fille moderne, veut vivre indépendamment. Elle se heurte à l'opposition de sa mère et de sa grand-mère, d'ailleurs toutes les deux prénommées Mary. Très vite, elle découvre que le mariage de celles-ci a été un échec et une obligation, au nom des préventions sociales...

## Fiche technique
- Titre original : Wine of Youth
- Réalisation : King Vidor
- Assistant-réalisateur : David Howard
- Scénario : Carey Wilson, d'après la pièce Mary the Third: a Comedy in Prologue and Three Act de Rachel Crothers
- Direction artistique : Charles L. Cadwallader
- Photographie : John J. Mescall
- Production : King Vidor, Louis B. Mayer
- Société de production : Metro-Goldwyn Pictures Corp.
- Société de distribution : Metro-Goldwyn Pictures Corp.
- Pays d’origine :  États-Unis
- Langue originale : anglais
- Format : noir et blanc — 35 mm — 1,37:1 — Film muet
- Genre : Comédie dramatique
- Durée : 72 minutes
- Date de sortie :
  - États-Unis : 10 août 1924 (première à New York)
- Licence : Domaine public

## Distribution
- Eleanor Boardman : Mary Hollister
- James Morrison : Clinton (1870)
- Johnnie Walker : William (1870)
- Niles Welch : Robert (1897)
- Creighton Hale : Richard (1897)
- Ben Lyon : Lynn Talbot
- William Haines : Hal Martin
- William Collier Jr. : Max Cooper
- Pauline Garon : Tish Tatum
- Eulalie Jensen : Mary Hollister, la mère
- E. J. Ratcliffe : John Hollister
- Gertrude Claire : Granny Mary
- Robert Agnew : Bobby Hollister
- Lucille Hutton : Anne
- Virginia Lee Corbin : une passionnée d'automobile
- Zasu Pitts : Lucy (scènes supprimées)
- Jean Arthur : une passionnée d'automobile
- Aggie Herring (non créditée) : la cuisinière